# Zoysia pauciflora
Zoysia pauciflora är en gräsart som beskrevs av Carl Christian Mez. Zoysia pauciflora ingår i släktet Zoysia och familjen gräs. Inga underarter finns listade i Catalogue of Life.